# Euchromia buruana
Euchromia buruana là một loài bướm đêm thuộc phân họ Arctiinae, họ Erebidae.